# Segregara transvaalensis
Segregara transvaalensis là một loài nhện trong họ Idiopidae.
Loài này thuộc chi Segregara. Segregara transvaalensis được J. Hewitt miêu tả năm 1913.